# Rubus constrictus
Rubus constrictus är en rosväxtart som beskrevs av P. J. Müll. och Lefevre. Rubus constrictus ingår i släktet rubusar, och familjen rosväxter.

## Underarter
Arten delas in i följande underarter:
- R. c. oblongipetalus
- R. c. roseiflorus